# Catherine Dickens
Catherine (Kate) Thomson Dickens (née Hogarth) (Edinburgh, 19 mei 1815 - 22 november 1879) was de echtgenote van de Engelse romanschrijver Charles Dickens, met wie ze tien kinderen kreeg.

## Biografie
Catherine werd in 1815 in het Schotse Edinburgh geboren, maar verhuisde in 1834 naar Engeland. Ze was de oudste dochter van George Hogarth, een muziekrecensent voor de Morning Chronicle waar ook Charles Dickens werkte. Catherine en Charles gingen in 1835 een verloving aan en huwden op 2 april 1836 in Chelsea. Het jonge koppel ging in Bloomsbury wonen. Kate Dickens kreeg tien kinderen: Charles Culliford Boz, Mary, Kate Macready, Walter Landor, Francis Jeffrey, Alfred D'Orsay Tennyson, Sydney Smith Haldimand, Henry Fielding, Dora Annie en Edward. Haar oudste kleindochter, Mary Angela Dickens, werd romanschrijfster.
In 1851 gaf Kate Dickens een kookboek uit, What Shall we Have for Dinner? Satisfactorily Answered by Numerous Bills of Fare for from Two to Eighteen Persons, onder het pseudoniem 'Lady Maria Clutterbuck'. Er verschenen meerdere drukken van in de loop van de jaren 1850. Ook in 1851 leed Kate Dickens aan een zenuwinzinking na de dood van haar dochtertje Dora.
In de daaropvolgende jaren begon Dickens Kate een steeds minder competente moeder en huisvrouw te vinden. Hij nam het haar bovendien kwalijk dat ze tien kinderen had gekregen, wat hen in financiële problemen bracht. In mei 1858 gingen Kate en Charles uit elkaar. Kate had per ongeluk een armband ontvangen, die bedoeld was voor iemand anders, wat leidde tot heel wat speculatie over een buitenechtelijke relatie. Kate Dickens trok uit het huis, samen met Charles jr., de oudste zoon, terwijl de rest van het kroost bij hun vader bleef. 
Dickens en Catherine onderhielden erg weinig contact na hun scheiding. Catherine bleef tot aan haar dood door kanker in 1879 trouw en toegewijd aan Dickens.